# Jan Michalik
Pour les articles homonymes, voir Michalik.
Jan Michalik (né le 14 avril 1948 à Katowice et mort le 26 janvier 2022) est un lutteur polonais.

## Biographie
Il est le frère de Piotr Michalik.

## Palmarès

### Jeux olympiques
- 4e en moins de 52 kg aux Jeux olympiques de 1972 à Berlin
- participation aux Jeux olympiques de 1968 à Mexico

### Championnats du monde
- Médaille d'argent en catégorie des moins de 52 kg en 1973
- 4e en catégorie des moins de 52 kg en 1971
- 4e en catégorie des moins de 52 kg en 1970

### Championnats d'Europe
- 5e en catégorie des moins de 52 kg en 1975
- Médaille d'or en catégorie des moins de 52 kg en 1973
- Médaille d'or en catégorie des moins de 52 kg en 1972
- 4e en catégorie des moins de 52 kg en 1970
- 6e en catégorie des moins de 52 kg en 1968